# Héctor «el Güero» Palma
Héctor Luis Palma Salazar (Mocorito, Sinaloa, 29 de abril de 1960) es un ex narcotraficante mexicano, antiguo líder del Cártel de Sinaloa junto con Joaquín "El Chapo" Guzmán.

## Biografía
Héctor El Güero Palma, nacido en Noria de Abajo, Mocorito, Sinaloa, comenzó su vida delictiva como un ladrón de coches, narcomenudista y  como sicario. Su talento para el crimen llamó la atención de Miguel Ángel Félix Gallardo, por lo que lo hizo su lugarteniente. Comenzó a dominar y liderar el negocio del trasiego desde Sinaloa hacia Estados Unidos, por lo que con el apoyo de Joaquín Guzmán Loera “El Chapo”, decidió independizarse del padrinazgo de Félix Gallardo.

## Captura
El 23 de junio de 1995, Palma fue detenido (acusado de colaborar con el cártel de Juárez) después de que el Learjet en el que volaba, para asistir a una boda, se estrellara. Palma viajaba entre los límites de Nayarit y Jalisco. El Güero sobrevivió al accidente y posteriormente fue arrestado por oficiales del ejército mexicano, inicialmente eludió la captura de viaje con el uniforme completo de un oficial de la Policía Judicial Federal con identificación completa y la caravana armada del personal PJF.
Su avión cayó en terrenos agrícolas de Xalisco, Nayarit, donde El Güero salió ileso matando a dos pilotos, ahí lo auxiliaron elementos de la PGR en camionetas blancas, para ser detenido.

### Extraditado a Estados Unidos
A mediados de enero de 2007, Héctor Luis Palma Salazar, fue extraditado a Estados Unidos, para quedar en manos de la Administración para el Control de Drogas (DEA, por sus siglas en inglés).

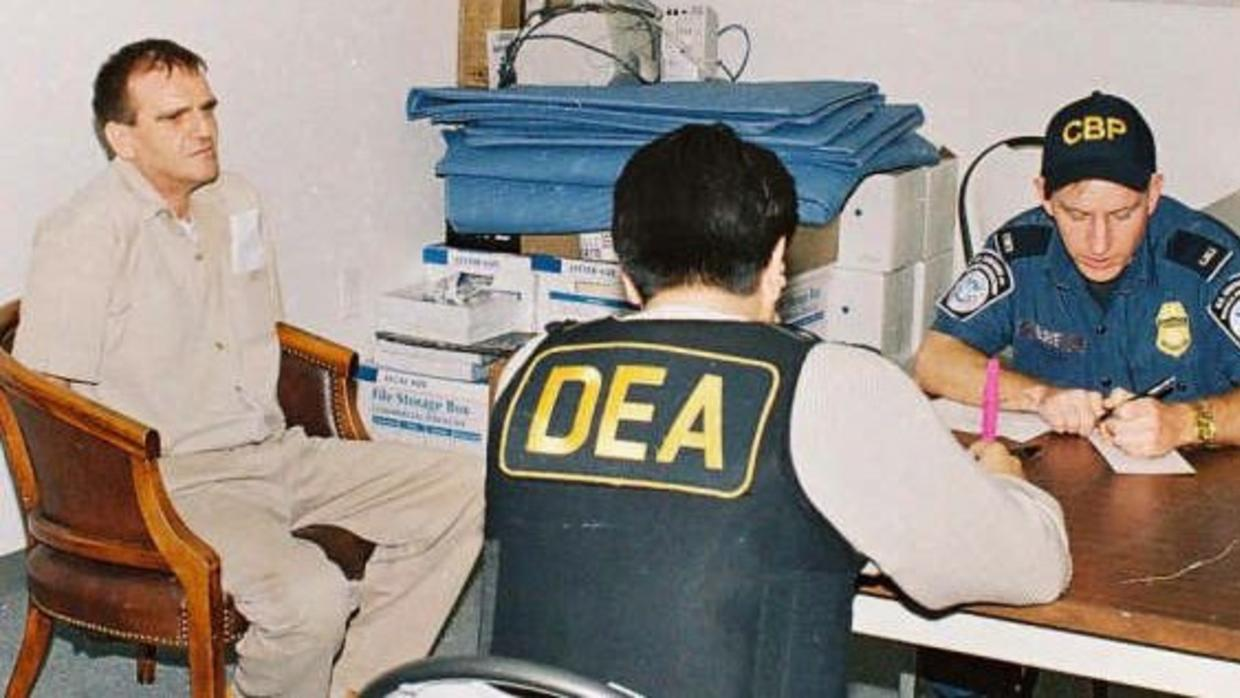
El Güero Palma, siendo interrogado por la DEA.

La extradición de quien fuera uno de los fundadores y líderes del cártel del Pacífico conocido también como el cártel de Sinaloa, no solamente sorprendió a los medios de comunicación, sino también a las autoridades estadounidenses, quienes no tenían preparado el caso y tuvieron que comenzar de inmediato a reunir toda la evidencia que habían conseguido a lo largo de diez años.

#### Sentencia
Su condena fue de 29 años de cárcel por narcotráfico, después de declararse culpable y salir de forma anticipada por buena conducta. Estuvo nueve años bajo custodia estadounidense.

### Familia
Su esposa lo engañó con su ex-socio venezolano Enrique Rafael Clavel Moreno, quien fue infiltrado por los hermanos Arellano Félix y por Félix Gallardo como venganza por robarle a Félix y por desplazarlos de sus territorios (junto con el Chapo Guzmán y el Cártel de Sinaloa). Primero se hizo socio de este, después fue novio de la hermana de El Güero, se casó con ella y, al final, se acercó a Guadalupe Leija Serrano, esposa de El Güero, para enamorarla. El Güero no sabía nada, porque estaba viajando. Clavel lo aprovechó y convenció a Guadalupe Leija de dejar al Güero. Ella sacó 2 millones de dólares de la cuenta del Güero y huyeron a San Francisco, donde se hospedaron en un hotel y allí la degolló. 15 días después, a Jesús Héctor y Nataly, hijos del Güero y de Guadalupe, los aventó del puente «El Viaducto Viejo» enlace vial que une al centro de la ciudad con la Concordia, llamada también Prolongación de la 5ta Avenida, en San Cristóbal (Venezuela). Clavel le mandó al Güero la cabeza de su esposa en una hielera y el video de sus hijos cayendo al vacío. Pero el Güero no se quedó con los brazos cruzados y, con apoyo tanto logístico como moral y financiero de sus socios, el Chapo Guzmán e Ismael Zambada «El Mayo», lograron que Clavel fuera detenido; pero, tan pronto como lo arrestaron, fue asesinado junto con su abogado, 9 familiares de los Arellano, sus tres hijos y otros tres cómplices venezolanos.

### Repatriado a México
El  6 de abril de 2016 se confirmó  que el capo mexicano iba a ser liberado de la prisión de máxima seguridad de Estados Unidos en la que se encontraría recluido hasta el 11 de junio del mismo año. A pesar de ser liberado de dicho país, fue detenido y recluido en la Prisión del Altiplano. En mayo de 2021, se informó que el Juzgado Segundo de Distrito de Procesos Penales Federales absolvió a Palma de los delitos de delincuencia organizada, ordenando su libertad. Actualmente sigue en prisión en el penal del altiplano, por el delito de homicidio.

## Cultura popular

### Televisión
En Narcos: México temporadas 1-3, Palma es interpretada por Gorka Lasaosa.
Un personaje basado en Palma apareció en la serie de televisión El Chapo del 2017 cuyo actor que lo interpretó fue el fallecido Juan Carlos Olivas.
En la serie y telenovela mexicana de Telemundo «El Chema» de 2016, en el cual reinventa la vida del narcotraficante Joaquín Guzmán Loera «El Chapo», en este caso lo cambian de nombre como José María «Chema» Venegas Mendivil, que es interpretado por Mauricio Ochmann; y el narcotraficante el Güero Palma, es cambiado con el nombre ficticio de Eutimio «Rojo» Flores o el Rojo, cuya historia es casi idéntica a la del Güero cuyo intérprete es Fernando Noriega.

### Música
La vida del Güero Palma influenció a varias agrupaciones musicales que le dedicaron narcocorridos, dos temas destacados fueron El Güero Palma interpretado por Los Tucanes de Tijuana y El Plantón interpretado por Los Tigres del Norte. 